# 能量武器

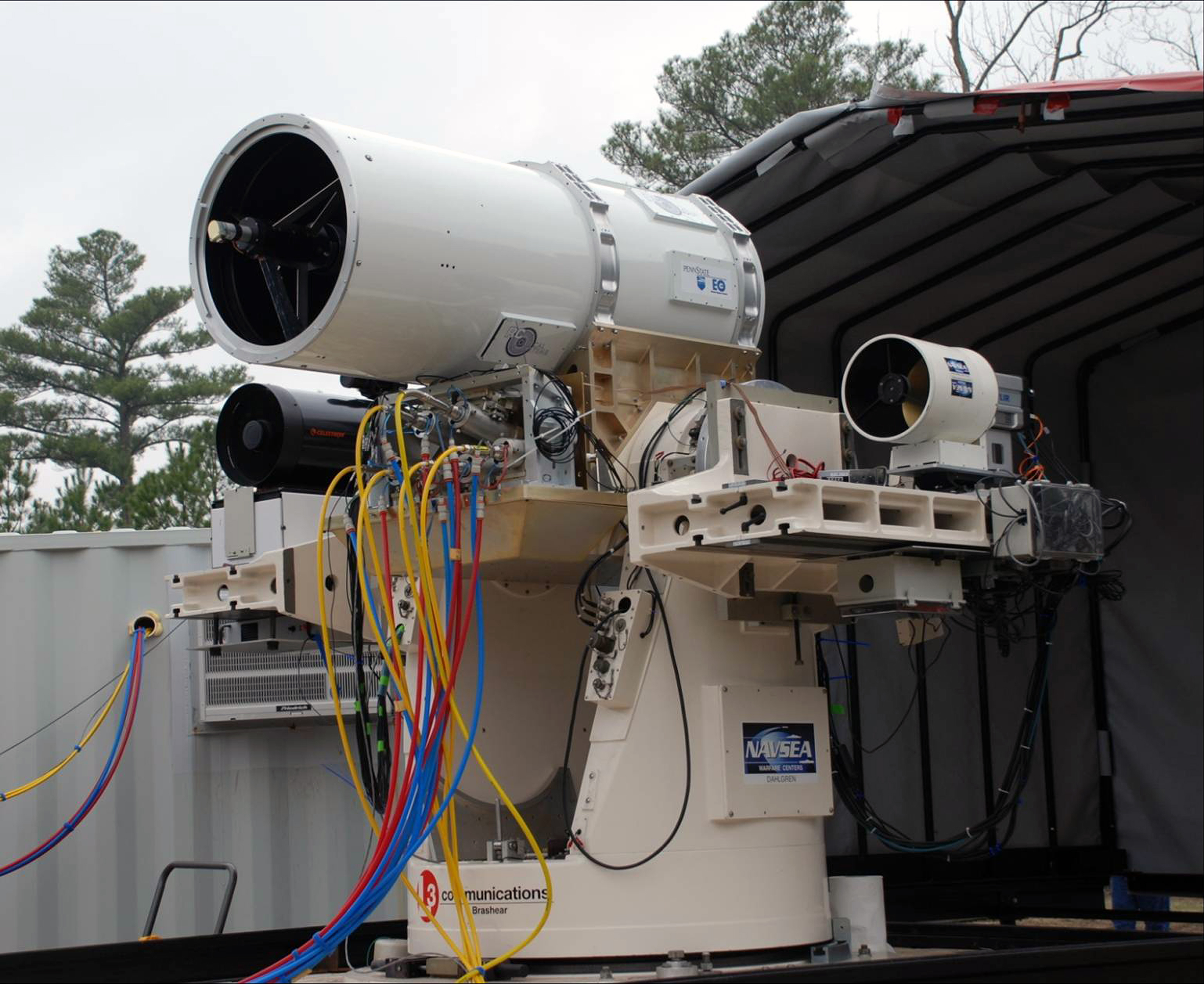
美国海军真正开发中的激光武器

能量武器主要指定向能量武器（directed-energy weapon），比如等离子武器、激光武器、电磁武器、粒子束武器等，指将能量增强并向指定方向集中释放来打击目标的非抛体式远射武器系统。

## 用途
通常在印象中能量武器意味着强大的攻击力，震撼的视觉与声效，其实这是科幻电影、小說等影視、文學作品的误导。能量武器的攻击力的确强大，但只有小部分会有多余的光让你看到，绝大部分甚至连声音也没有。能量武器的用途在于远距离精确打击、定向大范围杀伤与导弹的防御。用当今的角度来看，能量武器并不适合用于单兵武器上，因为耗能问题与微型化问题尚未解决。

## 分类
- 电磁武器是以电磁波为攻击手段，对人体或设备造成损伤从而达到干扰或杀伤敌人的武器。
  - 激光武器（lasers）选用电磁波谱中的可见光段，用高能的激光对远距离的目标进行精确射击或用于防御导弹等的武器。
  - 电激光（electrolaser）如闪电一样使用强力电磁波击穿空气，令强大的电流通过。
  - 高能射频武器（high-energy radio-frequency weapons）选用电磁波谱中的高频波段，用高能的高频电磁波在远距离的目标上聚焦急速加热目标表面的武器。
  - 微波武器（microwaves）选用电磁波谱中的微波段，利用高能的微波聚焦在目标上，急速加热目标内部的水分子。
  - 脉冲能量弹（pulsed energy projectile）一种非致命武器，选用电磁波谱中的红外线波段，只聚焦目标一瞬间，在目标上产生强烈的声音与震动，并且使目标眩晕、疼痛和短暂麻痹。
- 粒子束武器（particle-beam weapons）粒子武器是使用原子或亚原子粒子流对目标造成损伤的武器。
  - 等离子武器（plasma weapons）一种定向能量武器，以高温的等离子团作为杀伤手段。
  - 真空电子束（electric beam in a vacuum）太空中使用的武器，使用电子流攻击真空中的目标。
  - 高速粒子类武器（high-speed particle weapon）是粒子束武器、磁軌砲、線圈砲等利用高速粒子对物质进行伤害的武器的统称。
- 声波武器（Sonic weapons）由于超声波作用于人体可以破坏组织和器官。暴露在高强度超声频率700千赫至3.6兆赫，可以造成实验老鼠的肺和肠道损伤。心脏率模式下的声振刺激产生严重的心房扑动和心动过缓。使用高强度的声音做武器，会产生疼痛并有造成永久性听力损伤的危险。